# Сенгилеевское городское поселение
Сенгилеевское городско́е поселе́ние — муниципальное образование в Сенгилеевском районе Ульяновской области Российской Федерации.
Административный центр — город Сенгилей.

## История
Статус и границы городского поселения установлены Законом Ульяновской области от 13 июля 2004 года № 043-ЗО «О муниципальных образованиях Ульяновской области».

## Население
| 2010  | 2012  | 2013  | 2014  | 2015  | 2016  | 2017  |
| ----- | ----- | ----- | ----- | ----- | ----- | ----- |
| 8114  | ↘8015 | ↘7996 | ↘7889 | ↘7807 | ↘7724 | ↘7627 |
| 2018  | 2019  | 2020  | 2021  |       |       |       |
| ↘7449 | ↘7314 | ↘7197 | ↘7194 |       |       |       |

## Состав городского поселения
| № | Населённый пункт | Тип населённого пункта        | Население |
| - | ---------------- | ----------------------------- | --------- |
| 1 | Сенгилей         | город, административный центр | ↗6407     |
| 2 | Цемзавод         | рабочий посёлок               | ↘787      |

## Символы
Описание герба Сенгилеевского городского поселения: «В серебряном поле — две золотые тыквы, обращенные вверх зелеными, положенными накрест стеблями». Флаг Сенгилеевского городского поселения представляет собой прямоугольное белое полотнище с отношением ширины к длине 2:3, несущее посередине две жёлтые тыквы с зелёными стеблями из герба городского поселения. Символы утверждены решениями Совета депутатов муниципального образования «Сенгилеевское городское поселение» второго созыва
от 24.04.2009 № 39 и № 40.

## Местное самоуправление
Глава городского поселения — Вещин Сергей Петрович.
Глава администрации городского поселения — Самаркин Михаил Александрович.